# Poiocera sanguinolenta
Poiocera sanguinolenta är en insektsart som beskrevs av Blanchard och Brullt 1846. Poiocera sanguinolenta ingår i släktet Poiocera och familjen lyktstritar. Inga underarter finns listade i Catalogue of Life.